# 蘇瓦吉區
36°07′00″N 3°14′00″E / 36.1167°N 3.2333°E
蘇瓦吉區（阿拉伯语：‎），是阿爾及利亞的行政區，位於該國北部，由麥迪亞省負責管轄，首府設於蘇瓦吉，面積382平方公里，2008年人口32,426，人口密度每平方公里85人。